# Jetětice
Jetětice település Csehországban, Píseki járásban. Jetětice Oslov, Podolí I, Křenovice, Květov, Temešvár és Stehlovice településekkel határos. Lakosainak száma 343 fő (2024. január 1.).

## Népesség
A település lakosságának változását az alábbi diagram mutatja:
| Lakosok száma | 630  | 552  | 603  | 476  | 345  | 296  | 332  | 288  | 348  | 343  |
|               | 1869 | 1890 | 1921 | 1950 | 1980 | 2001 | 2017 | 2019 | 2022 | 2024 |